# Voyage de découvertes de l'Astrolabe
Voyage de découvertes de l'Astrolabe (abreviado Voy. Astrolabe) es un libro con descripciones botánicas que fue escrito por Achille Richard y publicado en el año 1834. El viaje fue comandado por Jules Sebastian Cesar Dumont d'Urville.

## Viaje del Astrolabe
El Astrolabe bordeó la costa sur de Australia, llevando a cabo nuevos levantamientos cartográficos de la isla Sur de Nueva Zelanda, llegó a los archipiélagos de Tonga y Fiyi, realizó los primeros mapas de las islas Lealtad (parte de la francesa Nueva Caledonia) y exploró las costas de Nueva Guinea. Se identificó el sitio del naufragio de La Pérouse en Vanikoro (una de las islas Santa Cruz, parte del archipiélago de las Islas Salomón) y recogió numerosos restos de sus botes. El viaje continuó con la cartografía de una parte de las islas Carolinas y de las Molucas. El Astrolabe volvió a Marsella durante los primeros meses de 1829 con una carga impresionante de trabajos hidrográficos y colecciones zoológicas, botánicas y mineralógicas, que estaban destinadas a tener una gran influencia en el análisis científico de esas regiones.